# Cis lineatulus
Cis lineatulus là một loài bọ cánh cứng trong họ Ciidae. Loài này được Reitter miêu tả khoa học năm 1902.